# دانيال شارل
دانيال شارل (بالفرنسية: Daniel Charles)‏ هو عالم موسيقى وملحن وفيلسوف فرنسي، ولد في 27 نوفمبر 1935 في وهران في الجزائر، وتوفي في 21 أغسطس 2008 في أنتيب في فرنسا.

## وصلات خارجية
- دانيال تشارلز على موقع ميوزك برينز (الإنجليزية)
- دانيال تشارلز على موقع ديسكوغز (الإنجليزية)